# Aeroport Internacional d'Angola
L'Aeroport Internacional d'Angola (codi IATA: ---, codi OACI: ---) és un important projecte d'aeroport des de l'any 2004, prop de la capital d'Angola, Luanda. El lloc està a uns 40 km al sud-est de la ciutat a la comuna de Bom Jesus al municipi d'Ícolo e Bengo a la província de Luanda i serà una alternativa a l'existent Aeroport Internacional Quatro de Fevereiro. La construcció del nou aeroport està en mans d'un consorci d'empreses xineses i la companyia brasilera Odebrecht. La primera fase del projecte no es va completar fins 2012. i l'obertura estava prevista originalment per 2015/2016, però en 2014 es va informar que no s'obriria fins a mitjans de 2017.

## Disseny i construcció
El nou aeroport està dissenyat per al voltant de 13 milions de passatgers a l'any i tindrà 12 molls. L'empresa constructora és China International Fund, que va ser fundada a Hong Kong el 2003. Els xinesos també han construït un gran poble de nova construcció anomenat Vila Chinesa, amb allotjament per als treballadors i materials de dipòsits, a l'est de Luanda, a Viana.
Des del final de la Guerra Civil angolesa el 2002, el ritme de creixement econòmic a Angola s'ha accelerat. Per enllaçar el comerç internacional cada vegada més gran amb la resta del món i per a assegurar l'augment dràstic de les xarxes logístiques a Angola, calia construir un nou aeroport internacional.

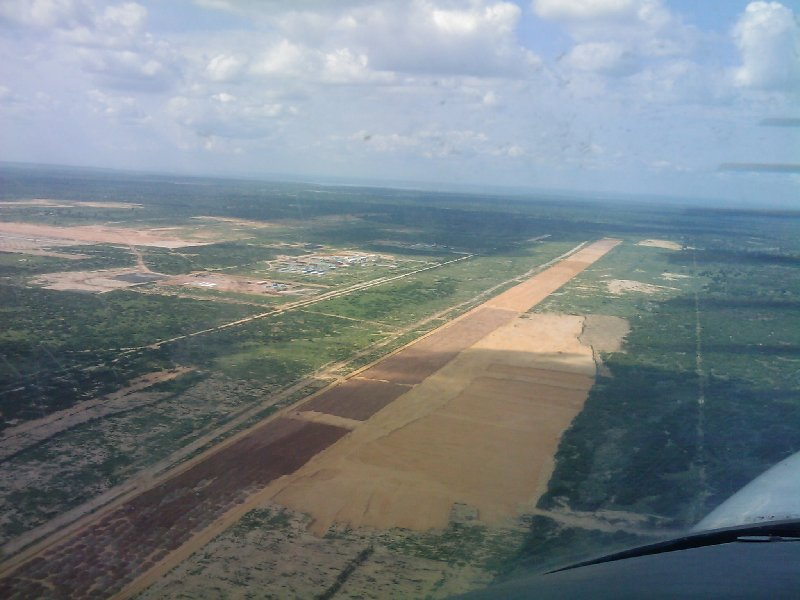
Vista aèria de la construcció de l'aeroport vora Luanda, març de 2009

El terminal de passatgers modern ocupa 160.000 metres quadrats de terreny i la terminal de càrrega és de 6.200 metres quadrats i tindria una capacitat de 35.000 tones de càrrega a l'any. Es construiran dues pistes d'aterratge. La pista nord es 4.200 metres de llarg, mentre que la pista sud serà de 3.800 metres de llarg, ambdues de 60 metres d'ample. La data de posada en marxa estava prevista per al 2010, però es retardarà considerablement. Els treballs de construcció es va suspendre a finals de 2007 a causa de la revaloració financera pel govern d'Angola. Els costos de construcció, que són pre-finançats íntegrament per Xina, serà de prop 3.800 milions d'US $ (2015).
L'àrea total de l'aeroport serà d'almenys 50 quilòmetres quadrats, però no hi estan incloses altres infraestructures complementàries, com ara botigues, hangars, restaurants, oficines i la construcció d'un hotel a l'aeroport. El projecte també inclou la construcció d'un enllaç ferroviari a la capital, a la província de Luanda, i possiblement a la veïna província de Malanje. Per tal de garantir una connexió de camí a Luanda la carretera existent de Luanda a Malange ha de ser ampliada considerablement. A causa de la seva insuficient amplada actual aquesta carretera està gairebé constantment bloquejada pels embussos de trànsit.
El projecte és executat gairebé exclusivament oper treballadors xinesos, raó per la qual hi ha hagut protestes de la població local des de l'inici de la construcció, amb disturbis ocasionals que han provocat la intervenció de la policia i de l'exèrcit per calmar la situació. La població es considera perjudicada per la pràctica xinesa i reclama una participació activa en la construcció de l'obra.